# Greenwich (Ohio)
Greenwich es una villa ubicada en el condado de Huron en el estado estadounidense de Ohio. En el Censo de 2010 tenía una población de 1476 habitantes y una densidad poblacional de 416,28 personas por km².

## Geografía
Greenwich se encuentra ubicada en las coordenadas 41°1′53″N 82°31′8″O / 41.03139, -82.51889. Según la Oficina del Censo de los Estados Unidos, Greenwich tiene una superficie total de 3.55 km², de la cual 3.5 km² corresponden a tierra firme y (1.17%) 0.04 km² es agua.

## Demografía
Según el censo de 2010, había 1476 personas residiendo en Greenwich. La densidad de población era de 416,28 hab./km². De los 1476 habitantes, Greenwich estaba compuesto por el 99.05% blancos, el 0.2% eran afroamericanos, el 0% eran amerindios, el 0.41% eran asiáticos, el 0% eran isleños del Pacífico, el 0.07% eran de otras razas y el 0.27% pertenecían a dos o más razas. Del total de la población el 1.08% eran hispanos o latinos de cualquier raza.